# Thierry Pauwels
Thierry Pauwels (Gent, 22 juli 1957) is een Belgisch sterrenkundige.

## Levensloop
Pauwels volgde lagere en middelbare school in het het Sint-Amandusinstituut in Gent (1963-1975), waarna hij licentiaat wiskunde werd na studies aan de Rijksuniversiteit Gent (1975-1979). Hij is de zoon van hoofdconservator van de musea Henri Pauwels.
Van 1979 tot 1984 was hij aspirant bij het Nationaal Fonds voor Wetenschappelijk Onderzoek en vrijwillig assistent aan de Rijksuniversiteit Gent, bij het "Sterrenkundig Observatorium" en bij het "Seminarie voor Waarschijnlijkheidsrekening en Mathematische Statistiek", o.l.v. prof. Paul Dingens.
Vanaf 1984 begon zijn loopbaan als sterrenkundige, verbonden aan het Koninklijk Observatorium van Ukkel of Koninklijke Sterrenwacht van België, achtereenvolgens als attaché, eerstaanwezend assistent, werkleider en afdelingshoofd.

## Projecten en internationale activiteiten
- Sinds 2005 is hij actief bij de opstellen van de software voor de gegevensreductie van de satelliet Gaia, die op 19 december 2013 gelanceerd werd.
- Coördinator en auteur van vele hoofdstukken van het Jaarboek van de Koninklijke Sterrenwacht.
- Project 'Rustica' aangevat (Revalorising the Ukkel Schmidt Telescoop by Installing a Ccd CAmera), waarmee planetoïden worden ontdekt.

## Ontdekking van planetoïden
De ontdekking van planetoïden is een continu proces, waarbij elke maand een lijst van nieuwe ontdekkingen wordt bekendgemaakt.
Pauwels heeft tot medio 2010 138 planetoïden ontdekt, waaronder 14 waarvan hij de ontdekking met iemand deelt. De meeste van deze planetoïden hebben (nog) geen naam. Enkele uitzonderingen hierop zijn:
- 13690 Lesleymartin 1997 RG9 1997 09 08 Pauwels, T.
- 14539 Clocke Roeland 1997 RU9 1997 09 10 Pauwels, T.
- 16908 Groeselenberg 1998 DD33 1998 02 17 Elst, E. W. & Pauwels T.
- 37392 Yukiniall 2001 XP16 2001 12 10 Pauwels, T. & Boffin, H.
- 40684 Vanhoeck 1999 RE214 1999 09 08 Pauwels, T.
- 91553 Claudedoom 1999 RD214 1999 09 08 Pauwels, T.
- 91604 Clausmadsen 1999 TN19 1999 10 14 Pauwels, T. & Boffin, H.
- C1313 Tamsin 1999 RF214 1999 09 08 Pauwels, T.
- I9188 Floralien 2003 FL6 2003 03 27 Pauwels, T.

## Publicaties
- A tool for identifying astronomical plates, 2005